# Campeonato Mundial de Voleibol Masculino Sub-23 de 2017
El III Campeonato Mundial de Voleibol Masculino Sub-23 de 2017 se celebró en Egipto del 18 al 25 de agosto de 2017. Fue organizado por la Federación Internacional de Voleibol. El campeonato se jugó en la ciudad de El Cairo.

## Proceso de clasificación
El Consejo de Eventos de Deportes de la FIVB reveló una propuesta para racionalizar el número de equipos que participan en el Campeonato Mundial Sub-23.
| Confederación      | Método de Clasificación                                  | Fecha                      | Lugar      | Cupos | Equipo          |
| ------------------ | -------------------------------------------------------- | -------------------------- | ---------- | ----- | --------------- |
| FIVB               | Sede                                                     | 2 de febrero de 2016       | Lausana    | 1     | Egipto          |
| CSV                | Campeonato Sudamericano Sub-23 de 2016                   | 21-25 de junio de 2016     | Cartagena  | 1     | Brasil          |
| CEV                | Calificador europeo de Voleibol Masculino Sub-23 de 2016 | 27-31 de julio de 2016     | Zagreb     | 2     | Polonia Turquía |
| NORCECA            | Copa Panamericana de Voleibol Masculino Sub-23 de 2016   | 5-10 de septiembre de 2016 | Guanajuato | 2     | Cuba México     |
| CSV                | Copa Panamericana de Voleibol Masculino Sub-23 de 2016   | 5-10 de septiembre de 2016 | Guanajuato | 1     | Argentina       |
| CAVB               | Campeonato Africano de Voleibol Masculino Sub-23 de 2017 | 21-22 de febrero de 2017   | Setif      | 1     | Argelia         |
| AVC                | Campeonato Asiático de Voleibol Masculino Sub-23 de 2017 | 1-9 de mayo de 2017        | Ardebil    | 2     | Irán Japón      |
| Clasificación FIVB | Sede                                                     | enero de 2017              | Lausana    | 2     | Rusia China     |
| Total              | Total                                                    | Total                      | Total      | 12    |                 |

## Organización

### País anfitrión y ciudad sede
| El CairoEl Cairo, ciudad sede del Campeonato Mundial de Voleibol Masculino Sub-23 de 2017. | El Cairo                           |
| ------------------------------------------------------------------------------------------ | ---------------------------------- |
| El CairoEl Cairo, ciudad sede del Campeonato Mundial de Voleibol Masculino Sub-23 de 2017. | Cairo Stadium Indoor Halls Complex |
| El CairoEl Cairo, ciudad sede del Campeonato Mundial de Voleibol Masculino Sub-23 de 2017. | Capacidad: 20.000 espectadores     |
| El CairoEl Cairo, ciudad sede del Campeonato Mundial de Voleibol Masculino Sub-23 de 2017. |                                    |

### Formato de competición
El torneo se desarrolla dividido en dos rondas.
En la primera ronda las 12 selecciones fueron repartidas en 2 grupos de 6 equipos, en cada grupo se jugó con un sistema de todos contra todos y los equipos fueron clasificados de acuerdo a los siguientes criterios:
Los partidos se jugarán al mejor de siete sets con cada set a 15 puntos (con una diferencia de dos puntos como mínimo).
1. Partidos ganados.
2. Puntos obtenidos, los cuales son otorgados de la siguiente manera:
  - Partido con resultado final 4-0 o 4-1 o 4-2: 3 puntos al ganador y 0 puntos al perdedor.
  - Partido con resultado final 4-3: 2 puntos al ganador y 1 puntos al perdedor.
3. Proporción entre los sets ganados y los sets perdidos (Sets ratio).
4. Proporción entre los puntos ganados y los puntos perdidos (Puntos ratio).
5. Si el empate en puntos ratio persiste entre dos equipos se le da prioridad al equipo que haya ganado el último partido entre los equipos implicados.
6. Si el empate en puntos ratio es entre tres o más equipos se elabora una nueva clasificación tomando en consideración solo los partidos jugados entre los equipos implicados.

En la segunda ronda, los dos primeros clasificados de cada grupo disputan las semifinales, que consta de un playoff (primero del Grupo A contra el segundo del Grupo B, primero del Grupo B contra el segundo del Grupo A). Los ganadores de los partidos de playoff avanzarán a la final, mientras que los perdedores del partido de playoff jugarán por el tercer puesto. Los terceros y los cuartos de cada grupo disputan la clasificación del quinto al octavo lugar.

### Cambio de reglas
A modo de banco de pruebas, la FIVB decidió que los partidos se disputasen al mejor de siete sets, con cada set jugado a 15 puntos (con una diferencia de dos puntos entre los equipos). Tres puntos serían asignados a los ganadores por 4-0, 4-1 o 4-2, y dos puntos en caso de ganar por 4-3, otorgando en ese caso un punto al perdedor también. El intervalo entre sets fue reducido a dos minutos en lugar de tres, y los equipos cambiarían de lado después del segundo set. En caso de ser necesario, también lo harían luego del cuarto, quinto y sexto. Con esto la FIVB esperaba reducir la duración de los encuentros a la vez que hacerlos "más atractivos y excitantes".

## Equipos participantes

### Conformación de los grupos
Los equipos fueron ubicados siguiendo el sistema de serpentina según su clasificación mundial en enero de 2017. La FIVB se reservó el derecho de ubicar al anfitrión como cabeza del grupo A sin importar la clasificación mundial.
| Grupo A                                                                         | Grupo B                                                              |
| ------------------------------------------------------------------------------- | -------------------------------------------------------------------- |
| Brasil (5) Cuba (4) Egipto (10) (Anfitrión) Japón (25) México (11) Polonia (12) | Argelia (13) Argentina (6) China (17) Irán (7) Rusia (3) Turquía (1) |

## Resultados
- Las horas indicadas corresponden al huso horario local de Egipto: UTC+2.

### Fase de grupos
– Clasificados a semifinales.      – Pasan a disputar la clasificación del 5.º al 8.º puesto.

#### Grupo A
- Sede: Cairo Stadium Indoor Halls Complex, El Cairo.

| Pos. | Equipo  | Partidos | Partidos | Partidos | Pts. | Sets | Sets | Sets  | Puntos | Puntos | Puntos |
| Pos. | Equipo  | PJ       | PG       | PP       | Pts. | SG   | SP   | Ratio | PG     | PP     | Ratio  |
| ---- | ------- | -------- | -------- | -------- | ---- | ---- | ---- | ----- | ------ | ------ | ------ |
| 1    | Brasil  | 5        | 5        | 0        | 14   | 20   | 4    | 5.000 | 365    | 285    | 1.280  |
| 2    | Cuba    | 5        | 3        | 2        | 10   | 16   | 13   | 1.230 | 418    | 407    | 1.027  |
| 3    | Egipto  | 5        | 3        | 2        | 8    | 15   | 13   | 1.153 | 413    | 382    | 1.081  |
| 4    | Japón   | 5        | 2        | 3        | 7    | 13   | 14   | 0.928 | 358    | 374    | 0.957  |
| 5    | Polonia | 5        | 2        | 3        | 6    | 11   | 13   | 0.846 | 354    | 350    | 1.011  |
| 6    | México  | 5        | 0        | 5        | 0    | 2    | 20   | 0.100 | 232    | 342    | 0.678  |

| Fecha        | Hora  | Equipo 1 | Res.  | Equipo 2 | Set 1 | Set 2 | Set 3 | Set 4 | Set 5 | Set 6 | Set 7 | Total   | Reporte |
| ------------ | ----- | -------- | ----- | -------- | ----- | ----- | ----- | ----- | ----- | ----- | ----- | ------- | ------- |
| 18 de agosto | 14:30 | Brasil   | 4 – 0 | México   | 15-7  | 15-8  | 15-7  | 15-10 |       |       |       | 60 – 32 | Reporte |
| 18 de agosto | 17:00 | Cuba     | 1 – 4 | Polonia  | 12-15 | 15-12 | 14-16 | 10-15 | 15-17 |       |       | 66 – 75 | Reporte |
| 18 de agosto | 21:00 | Egipto   | 4 – 3 | Japón    | 15-10 | 15-13 | 12-15 | 15-8  | 9-15  | 13-15 | 15-10 | 94 – 86 | Reporte |
| 19 de agosto | 15:00 | México   | 0 – 4 | Japón    | 12-15 | 12-15 | 11-15 | 10-15 |       |       |       | 45 – 60 | Reporte |
| 19 de agosto | 17:30 | Brasil   | 4 – 0 | Polonia  | 15-10 | 22-20 | 22-20 | 15-7  |       |       |       | 74 – 57 | Reporte |
| 19 de agosto | 20:00 | Egipto   | 2 – 4 | Cuba     | 15-13 | 14-16 | 15-10 | 12-15 | 11-15 | 16-18 |       | 83 – 87 | Reporte |
| 20 de agosto | 15:00 | Cuba     | 4 – 2 | Japón    | 15-13 | 19-17 | 14-16 | 13-15 | 16-14 | 15-13 |       | 92 – 88 | Reporte |
| 20 de agosto | 17:30 | México   | 0 – 4 | Polonia  | 8-15  | 8-15  | 10-15 | 10-15 |       |       |       | 36 – 60 | Reporte |
| 20 de agosto | 20:00 | Egipto   | 1 – 4 | Brasil   | 12-15 | 16-18 | 11-15 | 15-12 | 12-15 |       |       | 66 – 75 | Reporte |
| 21 de agosto | 15:00 | Polonia  | 2 – 4 | Japón    | 13-15 | 16-14 | 12-15 | 13-15 | 15-8  | 13-15 |       | 82 – 82 | Reporte |
| 21 de agosto | 17:30 | Cuba     | 3 – 4 | Brasil   | 15-13 | 13-15 | 15-11 | 15-11 | 11-15 | 8-15  | 12-15 | 89 – 95 | Reporte |
| 21 de agosto | 20:00 | Egipto   | 4 – 1 | México   | 15-5  | 15-7  | 13-15 | 15-9  | 20-18 |       |       | 78 – 54 | Reporte |
| 23 de agosto | 15:00 | Brasil   | 4 – 0 | Japón    | 15-9  | 12-12 | 15-7  | 16-14 |       |       |       | 61 – 42 | Reporte |
| 23 de agosto | 17:30 | Cuba     | 4 – 1 | México   | 15-7  | 15-9  | 24-26 | 15-13 | 15-11 |       |       | 84 – 66 | Reporte |
| 23 de agosto | 20:00 | Egipto   | 4 – 1 | Polonia  | 15-13 | 15-7  | 32-30 | 13-15 | 17-15 |       |       | 92 – 80 | Reporte |

#### Grupo B
- Sede: Cairo Stadium Indoor Halls Complex, El Cairo.

| Pos. | Equipo    | Partidos | Partidos | Partidos | Pts. | Sets | Sets | Sets  | Puntos | Puntos | Puntos |
| Pos. | Equipo    | PJ       | PG       | PP       | Pts. | SG   | SP   | Ratio | PG     | PP     | Ratio  |
| ---- | --------- | -------- | -------- | -------- | ---- | ---- | ---- | ----- | ------ | ------ | ------ |
| 1    | Argentina | 5        | 4        | 1        | 13   | 19   | 8    | 2.375 | 385    | 316    | 1.218  |
| 2    | Rusia     | 5        | 4        | 1        | 12   | 19   | 7    | 2.714 | 374    | 323    | 1.157  |
| 3    | Irán      | 5        | 4        | 1        | 11   | 18   | 8    | 2.250 | 379    | 332    | 1.141  |
| 4    | China     | 5        | 2        | 2        | 5    | 8    | 15   | 0.533 | 281    | 316    | 0.889  |
| 5    | Turquía   | 5        | 1        | 4        | 4    | 9    | 18   | 0.500 | 342    | 384    | 0.890  |
| 6    | Argelia   | 5        | 0        | 5        | 0    | 3    | 20   | 0.150 | 259    | 349    | 0.742  |

| Fecha        | Hora  | Equipo 1  | Res.  | Equipo 2  | Set 1 | Set 2 | Set 3 | Set 4 | Set 5 | Set 6 | Set 7 | Total    | Reporte |
| ------------ | ----- | --------- | ----- | --------- | ----- | ----- | ----- | ----- | ----- | ----- | ----- | -------- | ------- |
| 18 de agosto | 14:30 | Turquía   | 3 – 4 | China     | 17-19 | 15-12 | 15-11 | 8-15  | 10-15 | 15-10 | 10-15 | 90 – 97  | Reporte |
| 18 de agosto | 17:00 | Rusia     | 4 – 0 | Argelia   | 15-8  | 15-11 | 15-11 | 15-8  |       |       |       | 60 – 38  | Reporte |
| 18 de agosto | 21:00 | Argentina | 4 – 2 | Irán      | 16-14 | 11-15 | 15-11 | 18-16 | 13-15 | 15-10 |       | 88 – 81  | Reporte |
| 19 de agosto | 15:00 | Irán      | 4 – 0 | China     | 15-12 | 15-12 | 15-8  | 15-13 |       |       |       | 60 – 45  | Reporte |
| 19 de agosto | 17:30 | Argentina | 4 – 0 | Argelia   | 15-11 | 15-8  | 15-9  | 15-12 |       |       |       | 60 – 40  | Reporte |
| 19 de agosto | 20:00 | Turquía   | 0 – 4 | Rusia     | 16-18 | 13-15 | 6-15  | 13-15 |       |       |       | 49 – 63  | Reporte |
| 20 de agosto | 15:00 | Rusia     | 4 – 0 | China     | 15-8  | 15-11 | 15-11 | 15-11 |       |       |       | 60 – 41  | Reporte |
| 20 de agosto | 17:30 | Turquía   | 2 – 4 | Argentina | 8-15  | 15-6  | 7-15  | 17-15 | 11-15 | 9-15  |       | 67 – 81  | Reporte |
| 20 de agosto | 20:00 | Irán      | 4 – 1 | Argelia   | 16-18 | 15-8  | 15-7  | 15-9  | 15-12 |       |       | 76 – 54  | Reporte |
| 21 de agosto | 15:00 | Argelia   | 0 – 4 | China     | 15-17 | 13-15 | 7-15  | 11-15 |       |       |       | 46 – 62  | Reporte |
| 21 de agosto | 17:30 | Turquía   | 0 – 4 | Irán      | 12-15 | 9-15  | 15-17 | 10-15 |       |       |       | 46 – 62  | Reporte |
| 21 de agosto | 20:00 | Rusia     | 4 – 3 | Argentina | 11-15 | 15-12 | 13-15 | 15-13 | 8-15  | 15-12 | 16-14 | 93 – 96  | Reporte |
| 23 de agosto | 15:00 | Argentina | 4 – 0 | China     | 15-8  | 15-9  | 15-9  | 15-9  |       |       |       | 60 – 35  | Reporte |
| 23 de agosto | 17:30 | Rusia     | 3 – 4 | Irán      | 11-15 | 15-12 | 15-10 | 13-15 | 15-13 | 18-20 | 11-15 | 98 – 100 | Reporte |
| 23 de agosto | 20:00 | Turquía   | 4 – 3 | Argelia   | 15-10 | 17-19 | 14-16 | 15-11 | 15-12 | 15-13 |       | 91 – 81  | Reporte |

### Fase final

#### Clasificación 5.º al 8.º puesto
|  | Semifinales 5.º al 8.º puesto | Semifinales 5.º al 8.º puesto |   |       | Partido 5.º y 6.º puesto | Partido 5.º y 6.º puesto |  |
|  |                               |                               |   |       |                          |                          |  |
|  |                               |                               |   |       |                          |                          |  |
|  | Egipto                        | 4                             |   |       |                          |                          |  |
|  | China                         | 1                             |   |       |                          |                          |  |
|  |                               |                               |   |       |                          |                          |  |
|  |                               |                               |   |       |                          |                          |  |
|  |                               |                               |   |       | Egipto                   | 4                        |  |
|  |                               | Japón                         | 0 |       |                          |                          |  |
|  |                               |                               |   |       |                          |                          |  |
|  |                               |                               |   |       |                          |                          |  |
|  |                               |                               |   |       | Partido 7.º y 8.º puesto |                          |  |
|  |                               |                               |   |       |                          |                          |  |
|  | Irán                          | 3                             |   | China | 1                        |                          |  |
|  | Japón                         | 4                             |   |       | Irán                     | 4                        |  |

##### Semifinales 5.º al 8.º puesto
| Fecha        | Hora  | Equipo 1 | Res.  | Equipo 2 | Set 1 | Set 2 | Set 3 | Set 4 | Set 5 | Set 6 | Set 7 | Total   | Reporte |
| ------------ | ----- | -------- | ----- | -------- | ----- | ----- | ----- | ----- | ----- | ----- | ----- | ------- | ------- |
| 24 de agosto | 12:30 | Irán     | 3 – 4 | Japón    | 14-16 | 15-10 | 15-13 | 11-15 | 15-12 | 13-15 | 7-15  | 90 – 96 | Reporte |
| 24 de agosto | 20:00 | Egipto   | 4 – 1 | China    | 15-12 | 15-13 | 12-15 | 19-17 | 15-8  |       |       | 76 – 65 | Reporte |

##### Partido por el 7.º y 8.º puesto
| Fecha        | Hora  | Equipo 1 | Res.  | Equipo 2 | Set 1 | Set 2 | Set 3 | Set 4 | Set 5 | Set 6 | Set 7 | Total   | Reporte |
| ------------ | ----- | -------- | ----- | -------- | ----- | ----- | ----- | ----- | ----- | ----- | ----- | ------- | ------- |
| 25 de agosto | 10:00 | China    | 1 – 4 | Irán     | 15-17 | 5-15  | 19-17 | 18-20 |       |       |       | 68 – 84 | Reporte |

##### Partido por el 5.º y 6.º puesto
| Fecha        | Hora  | Equipo 1 | Res.  | Equipo 2 | Set 1 | Set 2 | Set 3 | Set 4 | Set 5 | Set 6 | Set 7 | Total   | Reporte |
| ------------ | ----- | -------- | ----- | -------- | ----- | ----- | ----- | ----- | ----- | ----- | ----- | ------- | ------- |
| 25 de agosto | 10:00 | Egipto   | 4 – 0 | Japón    | 15-9  | 15-8  | 15-11 | 15-12 |       |       |       | 60 – 40 | Reporte |

#### Clasificación 1.º al 4.º puesto
|  | Semifinales | Semifinales |   |        | Final                    | Final |  |
|  |             |             |   |        |                          |       |  |
|  |             |             |   |        |                          |       |  |
|  | Brasil      | 3           |   |        |                          |       |  |
|  | Rusia       | 4           |   |        |                          |       |  |
|  |             |             |   |        |                          |       |  |
|  |             |             |   |        |                          |       |  |
|  |             |             |   |        | Rusia                    | 2     |  |
|  |             | Argentina   | 4 |        |                          |       |  |
|  |             |             |   |        |                          |       |  |
|  |             |             |   |        |                          |       |  |
|  |             |             |   |        | Partido 3.º y 4.º puesto |       |  |
|  |             |             |   |        |                          |       |  |
|  | Argentina   | 4           |   | Brasil | 1                        |       |  |
|  | Cuba        | 1           |   |        | Cuba                     | 4     |  |

##### Semifinales
| Fecha        | Hora  | Equipo 1  | Res.  | Equipo 2 | Set 1 | Set 2 | Set 3 | Set 4 | Set 5 | Set 6 | Set 7 | Total   | Reporte |
| ------------ | ----- | --------- | ----- | -------- | ----- | ----- | ----- | ----- | ----- | ----- | ----- | ------- | ------- |
| 24 de agosto | 15:00 | Brasil    | 3 – 4 | Rusia    | 15-11 | 15-13 | 11-15 | 15-17 | 15-13 | 13-15 | 8-15  | 92 – 99 | Reporte |
| 24 de agosto | 17:30 | Argentina | 4 – 1 | Cuba     | 15-7  | 15-7  | 11-15 | 15-13 | 17-15 |       |       | 73 – 57 | Reporte |

##### Partido por el3.ery 4.º puesto
| Fecha        | Hora  | Equipo 1 | Res.  | Equipo 2 | Set 1 | Set 2 | Set 3 | Set 4 | Set 5 | Set 6 | Set 7 | Total   | Reporte |
| ------------ | ----- | -------- | ----- | -------- | ----- | ----- | ----- | ----- | ----- | ----- | ----- | ------- | ------- |
| 25 de agosto | 15:30 | Brasil   | 1 – 4 | Cuba     | 16-18 | 13-15 | 13-15 | 22-20 | 11-15 |       |       | 75 – 83 | Reporte |

##### Final
| Fecha        | Hora  | Equipo 1 | Res.  | Equipo 2  | Set 1 | Set 2 | Set 3 | Set 4 | Set 5 | Set 6 | Set 7 | Total   | Reporte |
| ------------ | ----- | -------- | ----- | --------- | ----- | ----- | ----- | ----- | ----- | ----- | ----- | ------- | ------- |
| 25 de agosto | 18:00 | Rusia    | 2 – 4 | Argentina | 10-15 | 11-15 | 14-16 | 16-14 | 15-13 | 9-15  |       | 75 – 88 | Reporte |

## Clasificación general
| Lugar             | Equipo    |
| ----------------- | --------- |
| Medalla de oro    | Argentina |
| Medalla de plata  | Rusia     |
| Medalla de bronce | Cuba      |
| 4                 | Brasil    |
| 5                 | Egipto    |
| 6                 | Japón     |
| 7                 | Irán      |
| 8                 | China     |
| 9                 | Polonia   |
| 9                 | Turquía   |
| 11                | Argelia   |
| 11                | México    |

| Argentina Campeón 1º título |
| Plantel |
| Matías Sánchez, Brian Melgarejo, Jan Martínez, Edgar Vieira, Ignacio Luengas, Gaspar Bitar, Santiago Danani, Liam Arreche, Gastón Fernández , Agustín Loser, Andrés Arduino, Germán Johansen |
| Entrenador |
| Camilo Soto |

## Premios
- Jugador más valioso

 Germán Johansen
- Mejor armador

 Matías Sánchez
- Mejor atacante

 Denis Bogdan
 Miguel Gutiérrez
- Mejores centrales

 Ivan Iakovlev
 Matheus Santos
- Mejores opuestos

 Hisham Ewais
- Mejor líbero

 Rogério Filho